# Condado de Polk (Wisconsin)
O Condado de Polk é um dos 72 condados do Estado americano do Wisconsin. A sede do condado é Balsam Lake, e sua maior cidade é Osceola. O condado possui uma área de 2 477 km² (dos quais 101 km² estão cobertos por água), uma população de 41 319 habitantes, e uma densidade populacional de 17 hab/km² (segundo o censo nacional de 2000).